# Campeonato Panamericano de Fútbol 1952
El Campeonato Panamericano 1952 fue la primera edición del Campeonato Panamericano de Fútbol, torneo organizado por la Confederación Panamericana de Fútbol. Se desarrolló en Santiago, Chile, entre el 16 de marzo y el 20 de abril de 1952. Finalizó con el seleccionado brasileño como campeón con un total de 9 puntos.

## Organización
|                 |
| Chile vs Panamá |

|               |
| Chile vs Perú |

|                   |
| Uruguay vs México |

|                   |
| Uruguay vs Panamá |

### Sede
| Santiago de Chile              |
| ------------------------------ |
| Estadio Nacional de Chile      |
| Capacidad: 50.000 espectadores |
|                                |

### Árbitros
- Godfrey Sunderland
- William Crawford
- John Aldbridge
- Charles McKenna
- Walter Manning
- Charles Dean

## Equipos participantes
| Confederación                    | Equipo      | Vía de clasificación                                                                   |
| -------------------------------- | ----------- | -------------------------------------------------------------------------------------- |
| Anfitrión                        | Chile       | Organizador del torneo                                                                 |
| FIFA                             | Uruguay     | Campeón de la Copa Mundial de Fútbol de 1950                                           |
| Conmebol (Sudamérica)            | Brasil Perú | Campeón del Campeonato Sudamericano 1949 Tercer lugar del Campeonato Sudamericano 1949 |
| NAFC (Norteamérica)              | México      | Campeón de la Copa NAFC 1949                                                           |
| CCCF (Centroamérica y el Caribe) | Panamá      | Campeón de la Copa CCCF 1951                                                           |

## Resultados

### Clasificación
| Selección | Pts. | PJ | PG | PE | PP | GF | GC | Dif |
| --------- | ---- | -- | -- | -- | -- | -- | -- | --- |
| Brasil    | 9    | 5  | 4  | 1  | 0  | 14 | 2  | +12 |
| Chile     | 8    | 5  | 4  | 0  | 1  | 15 | 6  | +9  |
| Uruguay   | 6    | 5  | 3  | 0  | 2  | 16 | 10 | +6  |
| Perú      | 5    | 5  | 2  | 1  | 2  | 14 | 9  | +5  |
| México    | 2    | 5  | 1  | 0  | 4  | 5  | 14 | −9  |
| Panamá    | 0    | 5  | 0  | 0  | 5  | 5  | 28 | −23 |

### Partidos
| 16 de marzo de 1952 | Chile                                                            | 6:1 (4:0) | Panamá      | Estadio Nacional, Santiago de Chile |                                |
|                     | Hormazábal 15' · Prieto 27', 45', 81' · Muñoz 29' · Meléndez 65' |           | Linares 89' | Árbitro(s): Godfrey Sunderland      | Árbitro(s): Godfrey Sunderland |

| 23 de marzo de 1952 | Perú                                                       | 7:1 (4:0) | Panamá              | Estadio Nacional, Santiago de Chile |                                |
|                     | López 5', 9', 20', 85', 87' · Barbadillo 44' · Morales 60' |           | Martínez 72' (pen.) | Árbitro(s): Godfrey Sunderland      | Árbitro(s): Godfrey Sunderland |

| 23 de marzo de 1952 | Uruguay                                     | 3:1 (2:1) | México      | Estadio Nacional, Santiago de Chile |                              |
|                     | Bravo 27' (a.g.) · Míguez 40' · Abbadie 87' |           | Septién 35' | Árbitro(s): William Crawford        | Árbitro(s): William Crawford |

| 26 de marzo de 1952 | Chile                                       | 4:0 (2:0) | México | Estadio Nacional, Santiago de Chile |                                |
|                     | Hormazábal 20' · Prieto 30', 82' · Díaz 86' |           |        | Árbitro(s): Godfrey Sunderland      | Árbitro(s): Godfrey Sunderland |

| 30 de marzo de 1952 | Uruguay                                            | 5:2 (3:1) | Perú                       | Estadio Nacional, Santiago de Chile |                              |
|                     | Vidal 2' · Míguez 11' (pen.), 29', 87' · Pérez 74' |           | Barbadillo 19' · López 75' | Árbitro(s): William Crawford        | Árbitro(s): William Crawford |

| 2 de abril de 1952 | Chile                                     | 3:2 (1:1) | Perú                       | Estadio Nacional, Santiago de Chile |                            |
|                    | Prieto 31' · Meléndez 51' · Cremaschi 86' |           | Barbadillo 14' · López 81' | Árbitro(s): John Aldbridge          | Árbitro(s): John Aldbridge |

| 6 de abril de 1952 | Uruguay                                                              | 6:1 (3:1) | Panamá       | Estadio Nacional, Santiago de Chile |                            |
|                    | Abbadie 6', 14', 32' · Britos 64' · Tejada 77' (a.g.) · Loureiro 85' |           | Martínez 39' | Árbitro(s): Walter Manning          | Árbitro(s): Walter Manning |

| 6 de abril de 1952 | Brasil            | 2:0 (0:0) | México | Estadio Nacional, Santiago de Chile |                          |
|                    | Baltazar 55', 71' |           |        | Árbitro(s): Charles Dean            | Árbitro(s): Charles Dean |

| 10 de abril de 1952 | México                                    | 4:2 (3:0) | Panamá                           | Estadio Nacional, Santiago de Chile |                            |
|                     | Septién 18', 34', 81' (pen.) · Molina 19' |           | Martínez 63' (pen.) · Rangel 78' | Árbitro(s): Walter Manning          | Árbitro(s): Walter Manning |

| 10 de abril de 1952 | Brasil | 0:0 | Perú | Estadio Nacional, Santiago de Chile |  |
|                     |        |     |      | Árbitro(s): Charles McKenna         |  |

| 13 de abril de 1952 | Brasil                                                    | 5:0 (3:0) | Panamá | Estadio Nacional, Santiago de Chile |                                |
|                     | Baltazar 5' · Rodrígues 8', 57' · Julinho 20' · Pinga 70' |           |        | Árbitro(s): Godfrey Sunderland      | Árbitro(s): Godfrey Sunderland |

| 13 de abril de 1952 | Chile                    | 2:0 (1:0) | Uruguay | Estadio Nacional, Santiago de Chile |                          |
|                     | Cremaschi 5' · Muñoz 84' |           |         | Árbitro(s): Charles Dean            | Árbitro(s): Charles Dean |

| 16 de abril de 1952 | Brasil                                              | 4:2 (2:0) | Uruguay                         | Estadio Nacional, Santiago de Chile |                                |
|                     | Didí 24' · Rodrígues 32' · Baltazar 71' · Pinga 85' |           | Míguez 54' · Cancela 89' (pen.) | Árbitro(s): Godfrey Sunderland      | Árbitro(s): Godfrey Sunderland |

| 20 de abril de 1952 | Perú                               | 3:0 (2:0) | México | Estadio Nacional, Santiago de Chile |                             |
|                     | Rivera 5' · Drago 16' · Torres 86' |           |        | Árbitro(s): Charles McKenna         | Árbitro(s): Charles McKenna |

| 20 de abril de 1952 | Brasil                     | 3:0 (2:0) | Chile | Estadio Nacional, Santiago de Chile |                          |
|                     | Ademir 9', 18' · Pinga 86' |           |       | Árbitro(s): Charles Dean            | Árbitro(s): Charles Dean |

|                            |
| Bandera de Brasil          |
| Campeón Brasil 1.er título |

## Goleadores
| Jugador              | Selección | Goles |
| -------------------- | --------- | ----- |
| Valeriano López      | Perú      | 7     |
| Andrés Prieto        | Chile     | 6     |
| Óscar Míguez         | Uruguay   | 5     |
| Julio César Abbadie  | Uruguay   | 4     |
| Carlos Septién       | México    | 4     |
| Baltazar             | Brasil    | 4     |
| Rodrígues            | Brasil    | 3     |
| Pinga                | Brasil    | 3     |
| Guillermo Barbadillo | Perú      | 3     |
| Carlos Martínez      | Panamá    | 3     |